# 風のない海で抱きしめて
「風のない海で抱きしめて」（かぜのないうみでだきしめて）は、日本の歌手・愛内里菜の12作目のシングル。

## 概要
- 最高位は前作と変わらないが、売り上げは増えている。
- タイアップとなった『釣りバカ日誌』では前半のテンポアップする前の部分が使用されている。TVサイズの製作は凄くタイトなスケジュールの中で完成させた。
- コーラスは宇徳敬子。

## 収録曲
1. 風のない海で抱きしめて
  - 作詞：愛内里菜 / 作曲：輝門 / 編曲：AKIRA、池田大介
2. little grey mermaid
  - 作詞：愛内里菜 / 作曲：Deron Reynolds / 編曲：Buddhaphonic
3. 風のない海で抱きしめて -instrumental-

## タイアップ
- テレビ朝日系アニメ『釣りバカ日誌』エンディングテーマ（#1）

## 収録アルバム
- A.I.R（#1）
- Single Collection（#1）
- ALL SINGLES BEST 〜THANX 10th ANNIVERSARY〜（#1）
- COLORS（#2）